# Universiteit van Tirana
De Universiteit van Tirana (Universiteti i Tiranës) is een universiteit gelegen in Tirana in Albanië. De universiteit werd opgericht in 1957. Tegenwoordig studeren er zo’n 14.000 studenten.
Samen met de Universiteit van Pristina geldt de Universiteit van Tirana als het centrum van de albanologie.

## Geschiedenis
De universiteit was de eerste universiteit in Albanië. Bij oprichting stond de universiteit nog bekend als de Staatsuniversiteit van Tirana (Universiteti Shtetëror i Tiranës). De universiteit ontstond uit een samenvoeging van vijf reeds bestaande instituten voor hoger onderwijs.
Tussen 1985 en 1992 droeg de universiteit de naam Enver Hoxha Universiteit van Tirana (Universiteti i Tiranës "Enver Hoxha"), vernoemd naar Enver Hoxha, de eerste secretaris van de communistische Albanese Partij van de Arbeid. In deze periode telde de universiteit tien faculteiten. In 1991 werd de universiteit gesplitst in de Polytechnische Universiteit van Tirana en de primaire universiteit van Tirana. Tegenwoordig telt de universiteit zeven faculteiten, gespecialiseerd in medicijnen, geesteswetenschappen, economie en natuurwetenschappen.

## Faculteiten en departementen
- Faculteit medicijnen
  - Algemene medicijnen
  - Tandheelkunde
  - Farmacie
- Faculteit Sociale Wetenschappen
  - Filosofie-Sociologie
  - Psychologie
  - Sociale zekerheid
- Faculteit Natuurwetenschappen
  - Wiskunde
  - Natuurkunde
  - Scheikunde
  - Biologie
  - Informatica
  - Farmacologie
- Faculteit Geschiedenis en Filosofie
  - Geschiedenis
  - Geografie
  - Albanese taalkunde
  - Albanese literatuur
  - Journalistiek
- Faculteit Rechtsgeleerdheid
- Faculteit Economische Wetenschappen
  - Beleidsinformatica
  - Financiële boekhouding
  - Economie
  - Administratie
  - Marketing, Toerisme
- Faculteit Buitenlandse Talen
  - Engels
  - Frans
  - Italiaans
  - Duits
  - Turks
  - Balkantalen
- Departement Lichamelijke opvoeding